# Mrouj
Mrouj (arabe : المروج, aussi écrit Mrouje et El-Mrouj) est une localité du caza du Metn au Liban. La traduction française de Mrouj est le champ. C'est un village prospère contenant toutes les ressources nécessaires pour la vie de ses habitants.

## Régions environnantes
- Mtein
- Zaroun
- Khenchara
- Bois-de-Boulogne
- Marjaba
- Zaarour

## Ressources hydrauliques
Le lac de Zaarour est situé à environ 3 km au Nord de Mrouj. C'est une source d'eau potable pour beaucoup de villages du caza du Metn.

## Économie
Mrouj est une destination tant estivale qu'hivernale. La station de Ski Zaarour est située à moins de 6 km de Mrouj. La ville est aussi le théâtre du festival annuel de Sainte Takla qui se déroule durant le mois de septembre dans le centre du village de Mrouj.

## Éducation
Il existe deux écoles à Mrouj, l'école des Saints Cœurs Mrouj qui est privée et catholique, et l'école des Antonnins qui est à la charge de l'État.

## Religion

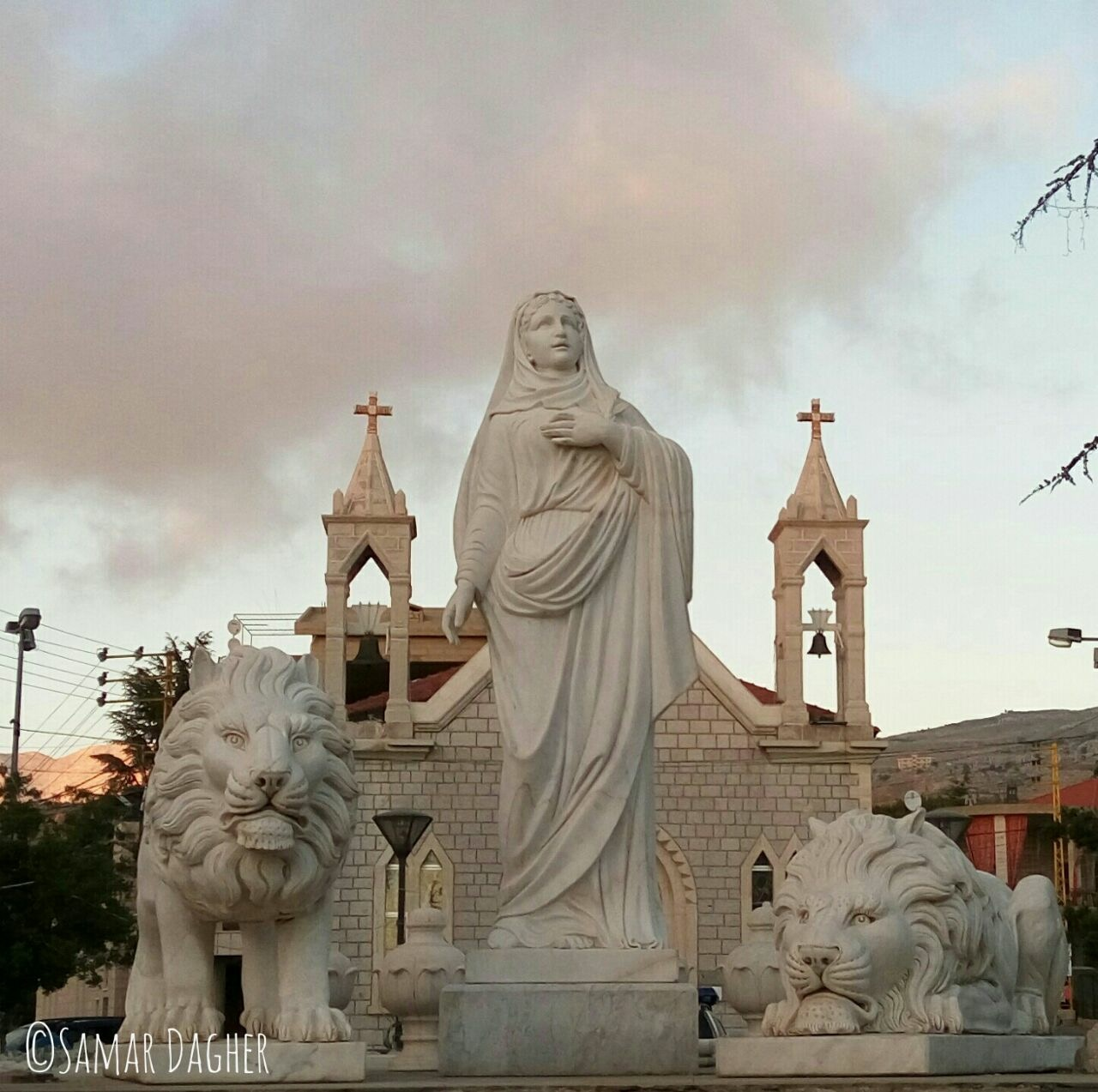

Les habitants de Mrouj sont presque tous chrétiens, essentiellement maronites avec une minorité grecque catholique (20 %).L'Église Sainte Takla a été construite vers 1792.

### Églises
- Église Évangélique protestante.
- Église Sainte Takla – Maronite.
- Église Saint Charbel - Maronite